# Emilia Weske
Emilia Franziska Weske (* 26. März 2001 in Münster) ist eine deutsche Volleyballnationalspielerin.

## Karriere
Weske war als Kind in der rhythmischen Sportgymnastik aktiv. Als Volleyballspielerin kam sie 2012 zum SC Potsdam. Zunächst spielte die Schülerin des Leibniz-Gymnasiums mit der zweiten Mannschaft des Vereins in der dritten Liga. Ende 2016 kam sie im Alter von 15 Jahren zum ersten Mal in der Bundesliga zum Einsatz. Im Sommer 2017 nahm die Diagonalangreiferin mit den deutschen Juniorinnen an der U18-Weltmeisterschaft in Argentinien teil und erreichte dort den sechsten Platz.
Seit der Saison 2017/18 gehörte sie fest zum Potsdamer Erstliga-Kader. Der Verein erreichte in der Saison das Viertelfinale im DVV-Pokal und in den Bundesliga-Playoffs. 2018/19 kam Potsdam im DVV-Pokal 2018/19 und der Liga jeweils ins Halbfinale. Weske zog anschließend zum Studium in die USA. Von 2019 bis 2023 studierte sie an der University of Southern California und spielte für die Trojans. In der Nations League 2023 gab sie ihr Debüt in der A-Nationalmannschaft. Danach setzte sie ihr Studium an der Rice University fort.
Auch in der VNL 2024 war Weske mit Deutschland aktiv. In der Saison 2024/25 spielte sie in der italienischen Liga für Trentino Volley. In der Nations League 2025 ist sie erneut im Einsatz. Zur Saison 2025/26 wechselt sie innerhalb Italiens zu Volley Bergamo.